# Rodolfo Dordoni
Rodolfo Dordoni (* 1954 in Mailand, Italien; † 1. August 2023 ebenda) war ein italienischer Designer für Möbel und Ausstattungen.

## Leben
Dordoni beendete sein Studium des Fachs Architektur am Polytechnikum Mailand im Jahre 1979. Danach arbeitete er zehn Jahre lang bis 1989
als Art Director für die Firma Cappellini International und war gleichzeitig für den Außenauftritt der Firma zuständig. Ab 1997 war er als künstlerischer Leiter des Mailänder Möbelherstellers Minotti für die Entwürfe der Kollektionen dieses Unternehmens zuständig. Zu seinen speziellen Fachgebieten gehörten unter anderem Lampen und Möbel, Aufbewahrungssysteme, Küchen, Badezimmer-Accessoires, Teppiche und auch Steckdosen und Lichtschalter. Bei weiteren Möbel- und Designfirmen war er als Art Director tätig. Dazu gehören unter anderen Foscarini SRL und Minotti.
Dordonis Entwürfe wurden ferner bei italienischen und ausländischen Firmen wie Artemide, De Sede und Kettal verwirklicht. Ab 1995 arbeitete er mit Dolce & Gabbana zusammen und war dort für Design und Innenausstattung von Läden und Showrooms und für Wohnungsausstattungen zuständig.
Seine letzten Arbeiten, unter anderem für die Marken Minotti und Molteni&C, wurden auf der Mailänder Möbelmesse im April 2023 präsentiert.
Am 1. August desselben Jahres wurde Dordonis Tod bekannt gegeben.

## Arbeiten und Entwürfe
- Aufbewahrungssystem Colombia für Cappellini.
- Sofa Cina für dieselbe Firma (1985).
- Sofa Cuba für dieselbe Firma (1986).
- Schränke Aliante, Baltimora, Colombia und Passepartout für Cappellini (1980–1986).
- Tische und Sitzmöbel Lipsia für dieselbe Firma (1984–1986).
- Sitzmöbel Waiting für Moroso (1989), verwendet unter anderem in der Lounge des Plenarbereichs des Deutschen Bundestags im Reichstagsgebäude (1999).
- Sessel Arianna (1992).
- Sofa Hall (1992).
- Tischsystem Fermo für Driade (1995).
- Sitzmöbelreihe Alicon für Minotti.
- Sitzmöbelreihe Bitta für Kettal.
- Sitzsysteme Braque, Delaunay, Leger, Villon, Duchamp und Gris für Minotti (1998)
- Garten-Sitzmöbel BOMA für Kettal.[3]
- Umbau zweier Etagen des Kaufhauses La Rinascente in Mailand.